# Leszek Swornowski
Leszek Swornowski (Breslavia, 28 de marzo de 1955) es un deportista polaco que compitió en esgrima, especialista en la modalidad de espada.
Participó en dos Juegos Olímpicos de Verano en los años 1976 y 1980, obteniendo una medalla de plata en Moscú 1980 en la prueba por equipos. Ganó una medalla de bronce en el Campeonato Mundial de Esgrima de 1979, y una medalla de bronce en el Campeonato Europeo de Esgrima de 1983.

## Palmarés internacional
| Juegos Olímpicos   | Juegos Olímpicos      | Juegos Olímpicos  | Juegos Olímpicos   |
| Año                | Lugar                 | Medalla           | Prueba             |
| ------------------ | --------------------- | ----------------- | ------------------ |
| 1980               | Moscú (URSS)          | Medalla de plata  | Espada por equipos |
| Campeonato Mundial |                       |                   |                    |
| Año                | Lugar                 | Medalla           | Prueba             |
| 1979               | Melbourne (Australia) | Medalla de bronce | Espada individual  |
| Campeonato Europeo |                       |                   |                    |
| Año                | Lugar                 | Medalla           | Prueba             |
| 1983               | Lisboa (Portugal)     | Medalla de bronce | Espada individual  |